# Spirakulum

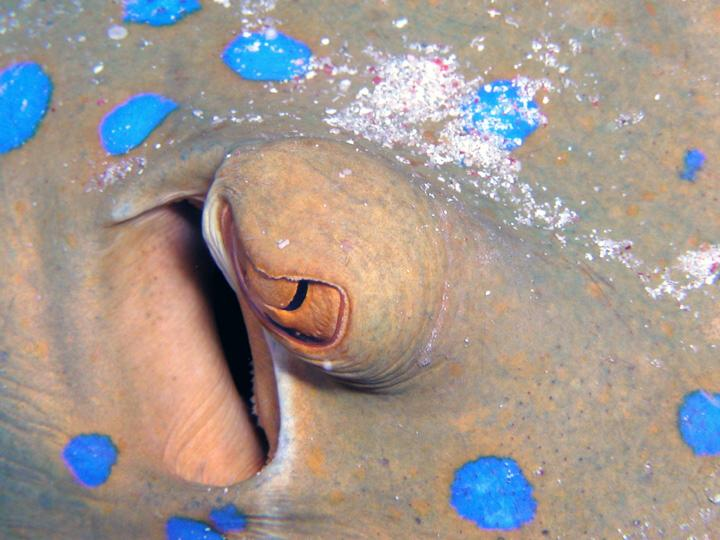
Spirakulum trnuchy modroskvrnné

Spirakulum je žaberní štěrbina mezi čelistním a jazylkovým obloukem, jenž se vyskytuje u paryb a má dýchací funkci. Spirakulum má u žraloků na straně k ústům redukovaný žaberní epitel bez dýchací funkce (pseudobranchia). Při pomalém plavání nasávají žraloci a rejnoci vodu poklesem a zpětným tahem spodních čelistí, čímž vznikne v hltanu podtlak a konce žaberních přepážek zvenčí uzavřou žaberní štěrbiny. Voda proudí dovnitř ústy a u rejnoků spirákulem.